# Portia labiata
Portia labiata är en spindelart som först beskrevs av Tord Tamerlan Teodor Thorell 1887.  Portia labiata ingår i släktet Portia och familjen hoppspindlar. Inga underarter finns listade i Catalogue of Life.